# Madeta

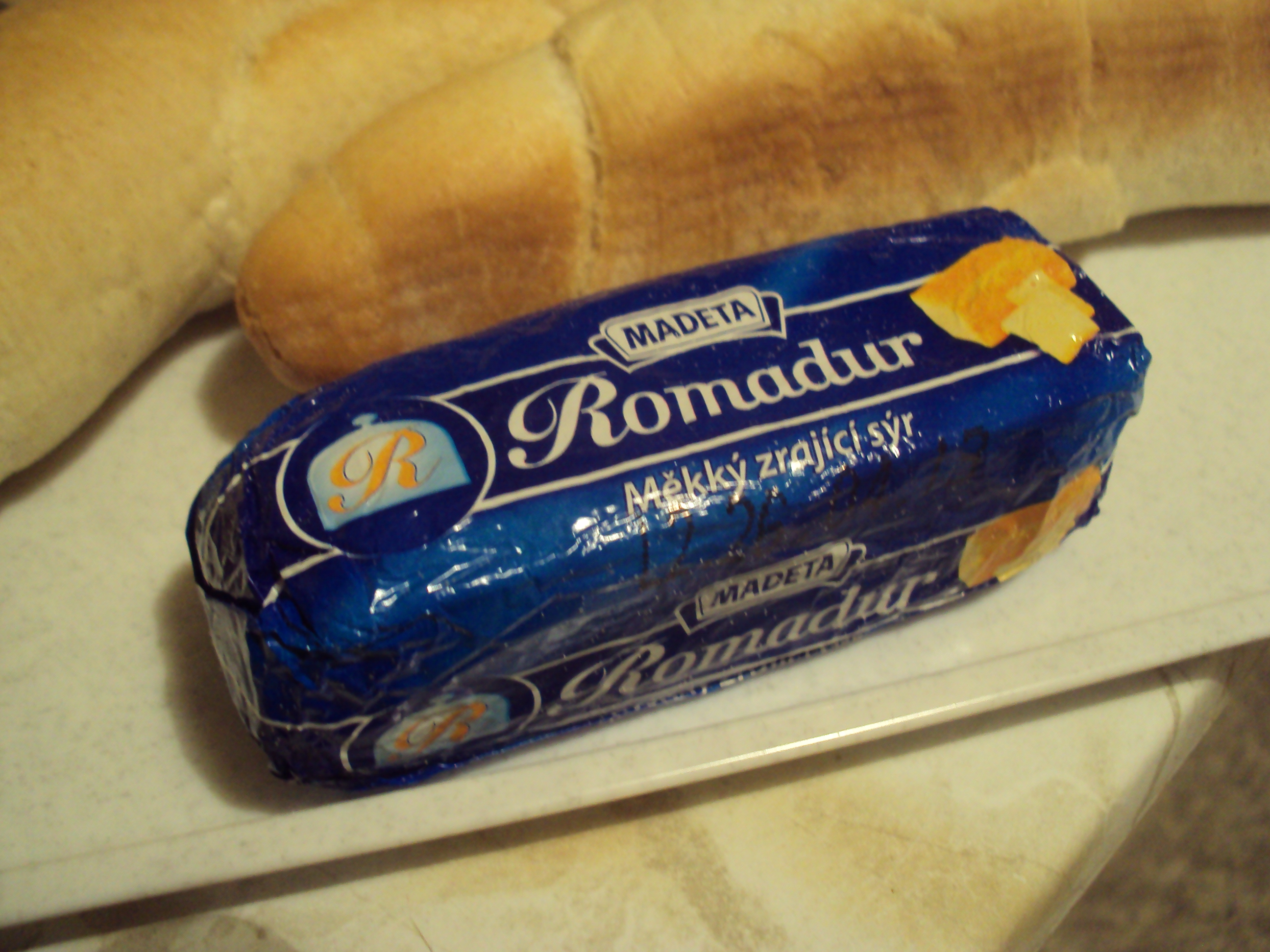
Jeden z firemních sýrů

Madeta a. s. je česká potravinářská firma zabývající se zpracováním mléka a výrobou mléčných výrobků. Závody firmy zpracovávají 1,5 milionu litrů mléka denně, vyrábí více než 240 druhů výrobků (například Nivu a pomazánkové máslo) a exportují své výrobky do 15 zemí.

## Historie
Firma vznikla v roce 1901 v Táboře pod názvem Mlékárenské družstvo táborské. Zkratkou z tohoto názvu později vznikla značka Madeta, a to buď jako akronym nebo zkratka anglických slov made in Tábor – vyrobeno v Táboře. Název byl používán od roku 1944, v roce 1945 byl oficiálně registrován.
V roce 1913 byla společnost největším zpracovatelem mléka v Čechách. V roce 1951 došlo ke znárodnění provozů firmy a v roce 1960 následoval vznik národního podniku Jihočeské mlékárny, pod který podnik Madeta náležel.
Po listopadové revoluci došlo v roce 1992 k restrukturalizaci a koncentrování výroby. O deset let později firma přijala název Madeta, a. s.

## Výrobní závody
Firma má sídlo v Českých Budějovicích a čtyři výrobní závody v Jihočeském kraji specializované na část sortimentu mléčných výrobků:
- Český Krumlov – CZ 3704 (niva a další plísňové sýry)
- Jindřichův Hradec – CZ 16 (Lipánek, Lahůdka, tvarohy, jogurty, zakysané smetany, zákysy, Romadur, Jihočeský syreček, od roku 2012 také Jihočeský cottage)
- Planá nad Lužnicí – CZ 208 (máslo, tavené a přírodní sýry, Jihočeské pomazánkové)
- Pelhřimov – CZ 218 (mléko, smetana, podmáslí)

Závod v Řípci (CZ 615) specializující se na sýry byl v roce 2018 zrušen. Již před tím byly zrušeny výrobny v Táboře, Českých Budějovicích, Strakonicích nebo Prachaticích. Pod společnost v minulosti patřily i další pobočky, například výrobna v Nových Hradech, Táboře, Protivíně, Jarošově nad Nežárkou nebo drůbežárna v Třeboni.

## Další informace
Madeta se skládá z firem Madeta a. s. a Madeta Agro a. s., zabývající se nákupem mléka a poskytováním služeb zemědělcům. Původně třetí samostatná firma Madeta Logistic a. s., zajišťující dopravu a logistiku, byla převzata Madetou a. s. k 1. lednu 2009. Společnost provozuje vlastní e-shop, nabízí také služby v oblasti skladování, logistiky a distribuce.
Madeta měla od roku 1944 zaregistrovanou a patentovanou ochrannou známku ve tvaru trojúhelníku s kravskou hlavou, od roku 2001 má firma zapsanou známku oblého obdélníkového tvaru s tmavým pozadím.
Majitelem a generálním ředitelem společnosti je českobudějovický podnikatel Milan Teplý.